# Melóvoie (Bélgorod)
|  | Per a altres significats, vegeu «Melóvoie». |

Melóvoie - Меловое (rus) - és un poble de l'óblast de Bélgorod, a Rússia. El 2010 tenia 504 habitants. Pertany al districte (raion) de Rakítnoie.